# مورکوت
شهر مورکوت  (به ایتالیایی: Morcote)در بخش لوگنو در ایالت تیسینودر کشور سوئیس واقع شده‌است که ۷۰۰ نفر جمعیت دارد.